# Kinaza mTOR

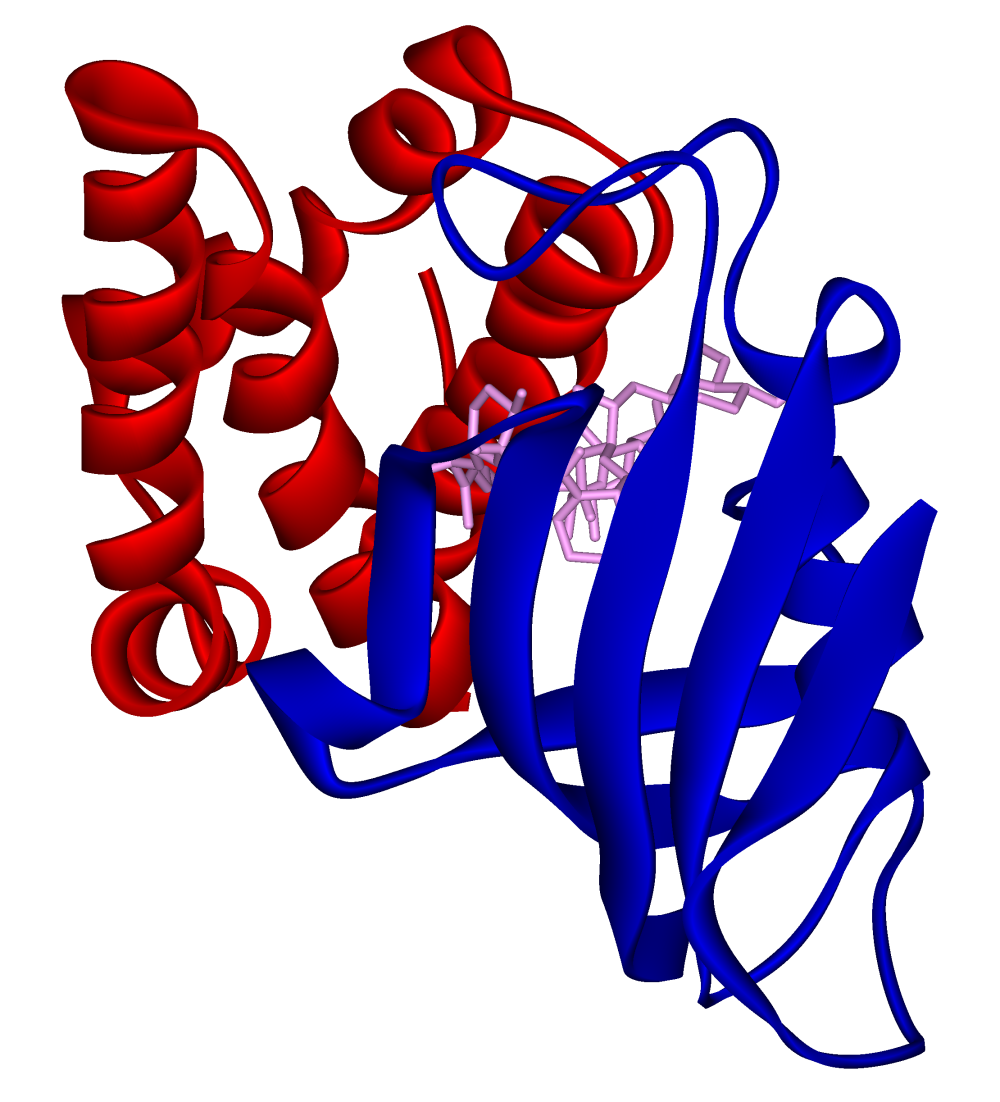
Diagram wstążkowy kompleksu FKBP12 (kolor niebieski) – sirolimus (różowy) oddziałującego z domeną wiążącą kinazy mTOR (czerwony)

Kinaza mTOR, tzw. ssaczy cel rapamycyny (ang. mammalian target of rapamycin kinase; inne nazwy: FKBP12-rapamycin complex associated protein 1; FRAP1) – kinaza białkowa treoninowo-serynowa, której funkcją jest regulacja wzrostu, proliferacji i ruchu komórki, a także procesów translacji i transkrypcji.
Kinaza mTOR integruje także wiele szlaków sygnalizacyjnych komórki, w tym szlak insulinowy i czynników wzrostu, jak insulinopodobny czynnik wzrostu 1 i 2, oraz szlak mitogenów. mTOR funkcjonuje również jako sensor komórkowego poziomu związków energetycznych, poziomu ATP i stanu redoks. Dysregulacja szlaku kinazy mTOR może być czynnikiem patogenezy różnych chorób człowieka, zwłaszcza nowotworów. Sirolimus (rapamycyna) jest otrzymanym z bakterii makrolidem, które hamuje kinazę mTOR przez związanie się z wewnątrzkomórkowym receptorem FKBP12. Kompleks FKBP12-sirolimus wiąże się bezpośrednio do domeny wiążącej cząsteczki kinazy mTOR, zwanej domeną FRB (FKBP12-rapamycin binding).
Kinaza mTOR funkcjonuje jako katalityczna podjednostka w dwóch różnych kompleksach białkowych, mTORC1 i mTORC2.
Inhibitory kinazy mTOR używane są w transplantologii jako leki immunosupresyjne, zapobiegające odrzuceniu przeszczepu. Prowadzone są również badania kliniczne nad ich wykorzystaniem w terapii nowotworów i stwardnienia guzowatego.

## mTORC1

Schemat przedstawiający funkcję kompleksu mTORC1 w komórce. Objaśnienia skrótów: PI3K – kinaza fosfatydyloinozytolu; PDK1 – 3-fosfatydyloinozytydozależna kinaza białkowa 1; Akt – kinaza Akt; GAP – białko aktywujące GTPazę; AMPK – kinaza aktywowana przez AMP; PIP2 – 4,5-bisfosforan fosfatydyloinozytolu; PIP3 – 3,4,5-trifosforan fosfatydyloinozytolu; P oznacza przyłączaną przez kinazy resztę fosforanową

Kompleks 1 kinazy mTOR (mTORC1) składa się z kinazy mTOR, białka raptor (ang. regulatory associated protein of mTOR), i białka mLST8/GβL (mammalian LST8/G-protein β-subunit like protein). Kompleksowi temu przypisuje się funkcję komórkowego sensora związków energetycznych-ATP-stanu redoks i funkcję regulowania syntezy białek. Aktywność kompleksu mTORC1 jest regulowana przez insulinę, czynniki wzrostu, czynniki osoczowe, kwas fosfatydylowy, aminokwasy (zwłaszcza leucynę) i stres oksydacyjny.
mTORC1 jest hamowany przez niski poziom związków energetycznych w komórce, niski poziom czynników wzrostu, niski potencjał redoks komórki, kofeinę, rapamycynę, kwas farnezylotiosalicylowy (FTS) i kurkuminę. Dwoma najlepiej scharakteryzowanymi substratami kompleksu mTORC1 są kinaza p70-S6 (S6K1) i białko wiążące eukariotyczny czynnik inicjacji translacji 4E (eIF4E binding protein 1, 4E-BP1).
mTORC1 fosforyluje S6K1 na przynajmniej dwóch resztach aminokwasowych, z których najbardziej kluczowa jest fosforylacja reszty treoninowej T389. Reakcja ta stymuluje następnie fosforylację białka S6K1 przez kinazę PDK1. Aktywowana kinaza S6K1 może wtedy stymulować inicjację syntezy białek przez fosforylację rybosomalnego białka S6 i innych białek biorących udział w translacji mRNA. S6K1 może też brać udział w pętli dodatniego sprzężenia zwrotnego, fosforylując cząsteczkę kinazy mTOR w miejscach jej reszt treoninowej T2446 i serynowej S2448, znajdujących się w regulatorowej domenie kinazy mTOR; wydaje się, że fosforylacja ta zwiększa aktywność enzymu.
mTORC1 fosforyluje przynajmniej cztery reszty aminokwasowe białka 4E-BP1 w hierarchicznym porządku. Niefosforylowane białko 4E-BP1 wiąże się silnie z czynnikiem inicjacji transkrypcji eIF4E, zapobiegając jego związaniu do kapu przy 5'-końcu mRNA i rekrutacji do rybosomalnego kompleksu inicjacyjnego. Wskutek fosforylacji przez mTORC1 4E-BP1 uwalnia białko eIF4E, które może wtedy pełnić swoje funkcje w komórce, co prowadzi do inicjacji translacji. Wydaje się, że aktywność mTORC1 jest regulowana przez dynamiczne interakcje między kinazą mTOR i białkiem raptor, w których pośredniczy białko GβL. Raptor i kinaza mTOR są związane silnym oddziaływaniem blisko N-końca i słabszym bliżej C-końca, w pobliżu domeny o aktywności enzymatycznej białka mTOR. Kiedy przekazany jest sygnał stymulujący kinazę mTOR, taki jak wysoki poziom ATP w komórce, wiązanie bliżej C-końca ulega osłabieniu i, prawdopodobnie, całkiem zanika, co uwalnia domenę o aktywności kinazy i pozwala białku mTOR na jego enzymatyczne działania. W przypadku negatywnego sygnału, takiego jak niski poziom składników odżywczych w komórce, wiązanie mTOR-raptor bliżej C-końca staje się silniejsze, wyłączając aktywność kinazową białka mTOR.

## mTORC2
Kompleks mTORC2 składa się z kinazy mTOR, białka rictor (ang. rapamycin-insenstivie companion of mTOR), białka GβL, i białka związanego z aktywowaną stresem kinazą białkową ssaków 1 (mammalian stress-activated protein kinase interacting protein 1, mSIN1). Wykazano, że mTORC2 funkcjonuje jako istotny czynnik regulujący funkcje cytoszkieletu komórki, przez interakcje z białkami F-aktyną, paksyliną, RhoA, Rac1, Cdc42 i kinazą białkową Cα (PKCα). Wykazano także, że mTORC2 działa jak 'kinaza białkowa D' (PDK2), fosforylując resztę serynową S473 kinazy białkowej serynowo-treoninowej Akt/PKB. Reakcja ta stymuluje fosforylację Akt przez PDK1 na reszcie treoninowej T308 i prowadzi do pełnego uaktywnienia kinazy Akt.
mTORC2 jest najprawdopodobniej regulowany przez insulinę, czynniki wzrostu, czynniki osocza, i poziom związków odżywczych. Początkowo uważano, że aktywność kompleksu mTORC2 jest niewrażliwa na rapamycynę, ponieważ ekspozycja na duże stężenia rapamycyny nie wpływała na proces fosforylacji kinazy Akt. Jednakże dalsze badania wykazały, że przy przewlekłym działaniu rapamycyny co prawda nie wpływa ona na funkcjonowanie kompleksu mTORC2, ale wiąże się do wolnych cząsteczek kinazy mTOR, co uniemożliwia tworzenie się nowych kompleksów mTORC2. Wykazano też, że kurkumina może hamować zależną od mTORC2 fosforylację kinazy Akt w miejscu reszty serynowej S473, z następczym brakiem fosforylacji zależnej od PKD1 na reszcie treoniny T308.

## Inne funkcje mTOR
Kinaza mTOR zaangażowana jest także w apoptozę indukowaną przez glikoproteinę Env wirusa HIV-1. Badanie immunohistochemiczne wykazało w komórkach syncytialnych obwodowej strefy (komórek T) węzłów chłonnych i w jednojądrowych komórkach krwi obwodowej obecność zarówno ufosforylowanego na reszcie serynowej S15 białka P53, jak i markera tkankowego apoptozy, transglutaminazy (TGM2). Analiza ilościowa testu immunoblot dowiodła, że fosforylacja reszty serynowej S15 białka P53 przeprowadzana jest przez kinazę mTOR, ale nie przez inne zależne od fosfatydyloinozytolu kinazy i że towarzyszy jej zahamowanie aktywności fosfatazy białkowej 2A. Reakcję fosforylacji znacząco hamowała sirolimus. Metodami immunofluorescencyjnymi wykazano akumulację białka kinazy mTOR w jądrach komórek syncytialnych, poprzedzającą fosforylację białka P53. Następnymi po fosforylacji P53 etapami szlaku apoptozy w tych komórkach są: aktywacja białka BAX, zwiększenie przepuszczalnosci błony mitochondrialnej, uwolnienie cytochromu C i aktywacja kaskady kaspaz.

## Gen kinazy mTOR
Gen FRAP kodujący białko mTOR znajduje się na krótkim ramieniu chromosomu 1. Badanie cytogenetyczne metodą FISH wykazało, że locus genu FRAP to 1p36, potem dokładniejsze mapowanie określiło locus na 1p36.2. Wiadomo, że jest to fragment chromosomu 1 ulegający bardzo często delecji w komórkach neuroblastoma. Ustalono kolejność genów w regionie 1p36, która przedstawia się następująco (kierunek od telomeru do centromeru): CDC2L1--PTPRZ2--ENO1--PGD--XBX1--FRAP2(FRAP1)--CD30. Znane są homologiczne geny w komórkach licznych eukariontów, między innymi drożdży Saccharomyces cerevisiae (geny TOR1 i TOR2), nicienia Caenorhabditis elegans, muszki owocowej i szczurów (RAFT1).

## Inhibitory kinazy mTOR jako leki
Inhibitory kinazy mTOR są używane jako leki immunosupresyjne w transplantologii. Podjęto również pierwsze próby kliniczne zastosowania ich w terapii nowotworów i stwardnienia guzowatego. Sugerowano również użycie inhibitorów mTOR w leczeniu chorób nowotworowych spowodowanych mutacją w genie PTEN: choroby Lhermitte’a-Duclosa i glejaka wielopostaciowego.
Inhibitorami kinazy mTOR o udowodnionej skuteczności klinicznej w onkologii, są analogi sirolimusu: ewerolimus i temsirolimus.

## Refundacja w Polsce
Ewerolimus jest refundowany przez NFZ w ramach programów lekowych „Leczenie raka wątrobokomórkowego (ICD-10 C 22.0)” i „Leczenie raka nerki (ICD-10 C 64)”. Program lekowy leczenia zaawansowanego raka nerkowokomórkowego temsirolimusem nie uzyskał pozytywnego stanowiska Rady Przejrzystości Agencji Oceny Technologii Medycznych i został negatywnie zarekomendowany przez prezesa AOTM.